# Circonscription de Miaso
La circonscription de Miaso est une des 177 circonscriptions législatives de l'État fédéré Oromia, elle se situe dans la Zone Ouest Hararghe. Sa représentante actuelle est Neima Ahmed Yesuf.